# Eleição municipal de Passo Fundo em 2020
A eleição municipal da cidade de Passo Fundo em 2020 ocorrerá no dia 15 de novembro (turno único) e elegerá um prefeito, um vice-prefeito e vinte e um vereadores para a administração da cidade. O processo eleitoral de 2020 está marcado pela sucessão para o cargo ocupado pelo atual prefeito Luciano Azevedo, do PSB, que, por estar no segundo mandato, não pode se candidatar a reeleição.
Originalmente, as eleições ocorreriam em 4 de outubro (primeiro turno) e 25 de outubro (segundo turno, caso necessário), porém, com o agravamento da pandemia de COVID-19 no Brasil, as datas foram modificadas através de emenda constitucional.
Em Passo Fundo, segundo o Tribunal Regional Eleitoral do Rio Grande do Sul, há 146.664 eleitores aptos a participarem do pleito municipal nas duas zonas eleitorais da cidade (a 33º e a 128º).

## Candidaturas à prefeitura
Abaixo está a lista das candidaturas registradas no sistema do TSE.
| Candidato a prefeito | Candidato a prefeito | Candidato a prefeito                    | Candidato(a) a vice-prefeito | Candidato(a) a vice-prefeito | Número eleitoral | Coligação |
| Nome                 | Partido              | Cargo eletivo anterior                  | Nome                         | Partido                      | Número eleitoral | Coligação |
| -------------------- | -------------------- | --------------------------------------- | ---------------------------- | ---------------------------- | ---------------- | --- |
| Arthur Bispo         | PSTU                 | Nunca ocupou cargo eletivo              | Marli Schaule                | PSTU                         | 16               | Partido não coligado                                                                                             |
| Celso Dalberto       | PSOL                 | Nunca ocupou cargo eletivo              | Milena Moretto               | UP                           | 50               | - PSOL - UP |
| Claudio Doro         | PSC                  | Nunca ocupou cargo eletivo              | João Campos                  | PSC                          | 20               | Partido não coligado                                                                                             |
| Juliano Roso         | PCdoB                | Deputado estadual (2015-2019)           | Valquiria Bispo              | PT                           | 65               | "Passo Fundo no coração" - PCdoB - PT - PROS - Avante - REDE                                                     |
| Lucas Cidade         | PSDB                 | Nunca ocupou cargo eletivo              | Valdair Gomes                | PL                           | 45               | "Cidade de Todos" - PSDB - PL - PSL                                                                              |
| Marcio Patussi       | PDT                  | Vereador em Passo Fundo (2013-presente) | Marcos Susin                 | PP                           | 12               | "Passo Fundo quer mudança" - PDT - PP - Patriota - PV                                                            |
| Pedro Almeida        | PSB                  | Nunca ocupou cargo eletivo              | João Pedro Nunes             | MDB                          | 40               | "Juntos por Passo Fundo" - PSB - MDB - PSD - Cidadania - Podemos - PTB - DC - DEM - Republicanos - Solidariedade |

## Pesquisas
Pesquisas registradas no TRE:
| Instituto         | Data de Divulgação | Márcio Patussi (PDT) | Pedro Almeida (PSB) | Juliano Roso (PC do B) | Claudio Doro (PSC) | Lucas Cidade (PSDB) | Celso Dalberto (PSOL) | Arthur Bispo (PSTU) | Branco/Nulo | Indecisos |
| ----------------- | ------------------ | -------------------- | ------------------- | ---------------------- | ------------------ | ------------------- | --------------------- | ------------------- | ----------- | --------- |
| RealTime Big Data | 29/09/2020         | 20%                  | 14%                 | 13%                    | 7%                 | 6%                  | 1%                    | -                   | 15%         | 24%       |
| Reality           | 23/10/2020         | 14,8%                | 26%                 | 11,8%                  | 7%                 | 18%                 | 0,3%                  | 1%                  | 7,5%        | 13,8%     |
| Clube da Opinião  | 06/11/2020         | 22%                  | 29%                 | 6%                     | 5%                 | 8%                  | -                     | -                   | 10%         | 20%       |

## Resultados
| Candidato(a)          | Vice                          | 1º turno 15 de novembro | 1º turno 15 de novembro |
| Candidato(a)          | Vice                          | Total                   | Percentagem             |
| --------------------- | ----------------------------- | ----------------------- | ----------------------- |
| Pedro Almeida (PSB)   | João Pedro Nunes (MDB)        | 40.194                  | 39,75%                  |
| Marcio Patussi (PDT)  | Marcos Susin (PP)             | 30.908                  | 30,57%                  |
| Claudio Doro (PSC)    | João Campos (PSC)             | 13.287                  | 13,14%                  |
| Lucas Cidade (PSDB)   | Valdair Gomes de Almeida (PL) | 8.770                   | 8,67%                   |
| Juliano Roso (PCdoB)  | Valquiria Bispo (PT)          | 6.987                   | 6,82%                   |
| Arthur Bispo (PSTU)   | Marli Schaule (PSTU)          | 583                     | 0,58%                   |
| Celso Dalberto (PSOL) | Milena Moretto (UP)           | 482                     | 0,48%                   |
|                       | Total de votos válidos        | 101.121                 |                         |
|                       | Votos em branco               | 4.769                   | 4,37%                   |
|                       | Votos nulos                   | 3.437                   | 3,14%                   |
|                       | Total de votos                | 109.327                 |                         |
|                       | Abstenções                    | 37.337                  | 25,46%                  |
|                       | Total de Inscritos            | 146.664                 |                         |

## Vereadores eleitos
- Rodinei Candeia (PSL): 2825 votos[29]
- Sargento Trindade (PDT): 2190 votos
- Professora Regina (PDT): 1904 votos
- Colussi – reeleito (DEM): 1884 votos
- Nharam Carvalho (DEM): 1732 votos
- Evandro Meirelles – reeleito (PTB): 1609 votos
- Tchêquinho – reeleito (PSC): 1380 votos
- Ada Cristina Munaretto (PL): 1379 votos
- Saul Spinelli – reeleito (PSB): 1357 votos
- Ernesto dos Santos (PDT): 1337 votos
- Eva Valéria Lorenzato (PT): 1310 votos
- Gleison Palhaço Uhu – reeleito (PDT): 1251 votos
- Rufa Soldá – reeleito (PP): 1166 votos
- Indio (Solidariedade): 1099 votos
- Dr Alberi Grando (MDB): 1073 votos
- Gio Krug (PSD): 1024 votos
- Michel Oliveira (PSB): 972 votos
- Luizinho Valendorf  (PSDB): 905 votos
- Janaína Portela (MDB): 864 votos
- Professor Gringo (Cidadania): 812 votos
- Leandro Rosso – reeleito (Republicanos): 712 votos